# 145475 Rehoboth
145475 Rehoboth è un asteroide della fascia principale. Scoperto nel 2005, presenta un'orbita caratterizzata da un semiasse maggiore pari a 2,7721882 UA e da un'eccentricità di 0,0237149, inclinata di 2,99219° rispetto all'eclittica.